# Валківська вулиця (Київ)
Ва́лківська ву́лиця — вулиця в Подільському районі міста Києва, місцевість Куренівка. Пролягає від Бондарської вулиці до Куренівського кладовища. 
Прилучаються вулиця Миколи Садовського, Подільський і Розважівський провулки.

## Історія
Вулиця виникла в другій половині XIX століття під назвою Кладовищенський провулок, від розташованого поряд Куренівського кладовища (провулок під такою ж назвою існував на Деміївці поряд з Деміївським кладовищем). Сучасна назва — з 1955 року.
На деяких будинкових покажчиках назву вулиці подано у помилковій формі Вулиця Волковського.